# Canton de Chorges
Le canton de Chorges est une circonscription électorale française située dans le département des Hautes-Alpes et la région Provence-Alpes-Côte d'Azur.
À la suite du redécoupage cantonal de 2014, les limites territoriales du canton sont remaniées. Le nombre de communes du canton passe de 8 à 17.

## Histoire
À la suite d'un décret du 20 février 2014, la taille du canton a été modifiée à la suite des élections départementales de 2015. Les nouvelles communes sont celles du canton de Savines-le-Lac et 3 issues du canton de La Bâtie-Neuve.

## Géographie
Ce canton est organisé autour de Chorges dans l'arrondissement de Gap. Son altitude varie de 610 m (Remollon) à 2 510 m (Chorges) pour une altitude moyenne de 836 m.

## Représentation

### Conseillers d'arrondissement (de 1833 à 1940)
Le canton de Chorges avait deux conseillers d'arrondissement.
| Période                                  | Période          | Identité                      | Étiquette | Qualité |
| ---------------------------------------- | ---------------- | ----------------------------- | --------- | --- |
| 1833                                     | 1842             | Louis Chaix                   |           | Greffier de la justice de paix à Chorges                                                                    |
| 1833                                     | 1842             | M. Masson                     |           | Adjoint au maire de Chorges                                                                                 |
| 1842                                     | 1845 (décès)     | Joseph Allard (1810-1845)     |           | Receveur de l'enregistrement, propriétaire agriculteur à Remollon                                           |
| 1842                                     | 1848             | François Bertrand (1791-1851) |           | Notaire, maire de Remollon                                                                                  |
| 1845                                     | 1848             | M. Ferrary                    |           | Négociant à Gap                                                                                             |
|                                          |                  |                               |           | |
|                                          | 1885 (démission) | M. Dioque                     |           | |
|                                          |                  |                               |           | |
| 1913                                     | 1928             | M. Martin                     |           | |
| 1919                                     | 1922             | M. Jauffred                   |           | Médecin |
| 1922                                     | 1928             | M. Fabre                      |           | |
| 1928                                     | 1940             | Louis Masson                  | RG        | |
| 1928                                     | 1940             | Lucien Mauduech               |           | Cultivateur à Espinasses                                                                                    |
| 1940                                     |                  |                               |           | Les conseils d'arrondissement ont été suspendus par la loi du 12 octobre 1940 et n'ont jamais été réactivés |
| Les données manquantes sont à compléter. |                  |                               |           | |

### Conseillers généraux de 1833 à 2015
| Période           | Période           | Identité                                               | Étiquette           | Qualité |
| ----------------- | ----------------- | ------------------------------------------------------ | ------------------- | --- |
| 1833              | 1833 (démission)  | Alfred Provansal                                       |                     | Notaire, maire de Chorges Elu également dans le Canton de Laragne                                               |
| 1833              | 1834 (annulation) | Jean Louis François de Cressy de Remoullon (1752-1838) |                     | Commissaire des guerres retraité à Remollon Conseiller du Roi                                                   |
| 1834              | 1845              | François Pascal Provansal                              |                     | Notaire, maire de Chorges                                                                                       |
| 1845              | 1846              | Joseph Allard (1775-1850)                              |                     | Major en retraite à Remollon                                                                                    |
| 1846              | 1848              | Ernest Desclozeaux                                     | Centre              | Député (1846-1848) Membre du Conseil d'État Secrétaire général du Ministère de la Justice Propriétaire à Hyères |
| 1848              | 1863 (décès)      | Pascal Joseph Faure                                    | Majorité dynastique | Avocat, maire de Gap Député (1831-1837, 1848-1851, 1852-1863)                                                   |
| 1863              | 1871              | Maurice Désiré Garnier                                 | Majorité dynastique | Vérificateur de l'enregistrement Député (1863-1869)                                                             |
| 1871              | 1883              | Comte Antoine d'Estienne de Prunières                  | Droite              | Rentier à Prunières Député (1877-1878) (invalidé)                                                               |
| 1883              | 1889              | Gustave Provansal (petit-fils de F.Provansal)          | Républicain         | Maire de Chorges (1878-1886 et 1908-1919)                                                                       |
| 1889              | 1895              | Aimé Vollaire                                          | Républicain         | Directeur des Alpes républicaines                                                                               |
| 1895              | 1901              | Comte Antoine d'Estienne de Prunières                  | Droite              | Rentier - Ancien député (1877-1878)                                                                             |
| 1901              | 1910 (décès)      | Adrien Champsaur                                       | Droite              | Docteur en médecine à Gap                                                                                       |
| 1910              | 1919              | Frédéric Euzière                                       | Républicain         | Avocat à Gap Député (1889-1910) Président du Conseil Général (1899-1919)                                        |
| 1919              | 1925              | Louis Coronat                                          | Rad.                | Médecin, chirurgien, fondateur de la clinique des Alpes à Gap                                                   |
| 1925              | 1931              | Alphonse Mayoly (1885-1973)                            | RG                  | Médecin à Gap                                                                                                   |
| 1931              | 1940              | Louis Trinquier                                        | PRS puis Rad.       | Adjoint au Maire de Gap                                                                                         |
|                   |                   |                                                        |                     | |
| 1942              | 1945              | Albert Dioque (1884-1950)                              |                     | Officier mécanicien de la marine marchande Maire de Chorges (1942-1944) Nommé conseiller départemental en 1942  |
|                   |                   |                                                        |                     | |
| 1945              | 1950 (décès)      | Denis Disdier (1906-1950)                              | DVG                 | Maire de Chorges (1945-1947)                                                                                    |
| 24 septembre 1950 | 1955              | Alexandre Combe                                        | Indépendant RGR     | |
| 1955              | 1961              | Roger Joisson (1896-1977)                              | DVD                 | Avocat - Maire de Montgenèvre                                                                                   |
| 1961              | 1992              | Omer Margaillan (1925-2001)                            | CD puis MRG         | Commerçant à Espinasses                                                                                         |
| 1992              | 1998              | André Arnaud                                           | DVD                 | Maire de Chorges (1983-2001)                                                                                    |
| 1998              | 2015              | Bernard Allard-Latour                                  | PS puis PRG         | Agriculteur viticulteur Maire de Remollon (1983-2020)                                                           |

### Conseillers départementaux à partir de 2015
| Période élective | Période élective | Mandat | Mandat   | Identité        | Nuance | Nuance | Qualité |
| ---------------- | ---------------- | ------ | -------- | --------------- | ------ | ------ | --- |
| 2015             | 2021             | 2015   | 2021     | Joël Bonnaffoux |        | LREM   | Retraité Maire de La Bâtie-Neuve (2008-) Ancien conseiller général du canton de La Bâtie-Neuve Président de la Communauté de communes de Serre-Ponçon - Val d’Avance |
| 2015             | 2021             | 2015   | 2021     | Valérie Rossi   |        | PRG    | Attachée Parlementaire Maire de Puy-Sanières (2014-2020) |
| 2021             | 2028             | 2021   | en cours | Joël Bonnaffoux |        | LREM   | Conseiller sortant |
| 2021             | 2028             | 2021   | en cours | Valérie Rossi   |        | PS     | Conseillère sortante Députée (2024-) |

#### Élections de mars 2015
À l'issue du premier tour des élections départementales de 2015, deux binômes sont en ballottage : Joël Bonnaffoux et Valérie Rossi (Union de la Gauche, 44,62 %) et Victor Berenguel et Murielle Michel-Rispaud (Union de la Droite, 34,98 %). Le taux de participation est de 62,66 % (5 049 votants sur 8 058 inscrits) contre 54,61 % au niveau départemental et 50,17 % au niveau national.
Au second tour, Joël Bonnaffoux et Valérie Rossi (Union de la Gauche) sont élus avec 51,69 % des suffrages exprimés et un taux de participation de 65,47 % (2 564 voix pour 5 276 votants et 8 059 inscrits).
Joël Bonnaffoux et Valérie Rossi sont membres de LREM.

#### Élections de juin 2021
Le premier tour des élections départementales de 2021 est marqué par un très faible taux de participation (33,26 % au niveau national). Dans le canton de Chorges, ce taux de participation est de 39,59 % (3 499 votants sur 8 837 inscrits) contre 41,95 % au niveau départemental. À l'issue de ce premier tour,  le binôme constitué de Joël Bonnaffoux et Valérie Rossi (Union à gauche, 100 %), est élu avec 100 % des suffrages exprimés.

## Composition

### Composition avant 2015
Le canton de Chorges regroupait huit communes.
| Nom                  | Code Insee | Codepostal | Superficie (km2) | Population (dernière pop. légale) | Densité (hab./km2) |
| -------------------- | ---------- | ---------- | ---------------- | --------------------------------- | ------------------ |
| Chorges (chef-lieu)  | 05040      | 05230      | 53,34            | 2 714 (2012)                      | 51                 |
| Bréziers             | 05022      | 05190      | 30,35            | 201 (2012)                        | 6,6                |
| Espinasses           | 05050      | 05190      | 13,86            | 695 (2012)                        | 50                 |
| Prunières            | 05106      | 05230      | 13,20            | 294 (2012)                        | 22                 |
| Remollon             | 05115      | 05190      | 6,45             | 440 (2012)                        | 68                 |
| Rochebrune           | 05121      | 05190      | 12,37            | 171 (2012)                        | 14                 |
| Rousset-Serre-Ponçon | 05127      | 05190      | 14,38            | 160 (2012)                        | 11                 |
| Théus                | 05171      | 05190      | 16,71            | 208 (2012)                        | 12                 |

### Composition depuis 2015
Le nouveau canton de Chorges regroupe dix-sept communes.
| Nom                             | Code Insee | Intercommunalité             | Superficie (km2) | Population (dernière pop. légale) | Densité (hab./km2) | Modifier                                    |
| ------------------------------- | ---------- | ---------------------------- | ---------------- | --------------------------------- | ------------------ | ------------------------------------------- |
| Chorges (bureau centralisateur) | 05040      | CC de Serre-Ponçon           | 53,34            | 3 106 (2022)                      | 58                 | modifier les données · modifier les données |
| La Bâtie-Neuve                  | 05017      | CC Serre-Ponçon Val d'Avance | 27,99            | 2 611 (2022)                      | 93                 | modifier les données · modifier les données |
| Bréziers                        | 05022      | CC Serre-Ponçon Val d'Avance | 30,35            | 236 (2022)                        | 7,8                | modifier les données · modifier les données |
| Espinasses                      | 05050      | CC Serre-Ponçon Val d'Avance | 13,86            | 792 (2022)                        | 57                 | modifier les données · modifier les données |
| Montgardin                      | 05084      | CC Serre-Ponçon Val d'Avance | 15,32            | 481 (2022)                        | 31                 | modifier les données · modifier les données |
| Prunières                       | 05106      | CC de Serre-Ponçon           | 13,20            | 312 (2022)                        | 24                 | modifier les données · modifier les données |
| Puy-Saint-Eusèbe                | 05108      | CC de Serre-Ponçon           | 11,31            | 190 (2022)                        | 17                 | modifier les données · modifier les données |
| Puy-Sanières                    | 05111      | CC de Serre-Ponçon           | 11,38            | 281 (2022)                        | 25                 | modifier les données · modifier les données |
| Réallon                         | 05114      | CC de Serre-Ponçon           | 71,40            | 243 (2022)                        | 3,4                | modifier les données · modifier les données |
| Remollon                        | 05115      | CC Serre-Ponçon Val d'Avance | 6,45             | 467 (2022)                        | 72                 | modifier les données · modifier les données |
| Rochebrune                      | 05121      | CC Serre-Ponçon Val d'Avance | 12,37            | 197 (2022)                        | 16                 | modifier les données · modifier les données |
| La Rochette                     | 05124      | CC Serre-Ponçon Val d'Avance | 10,34            | 473 (2022)                        | 46                 | modifier les données · modifier les données |
| Rousset-Serre-Ponçon            | 05127      | CC Serre-Ponçon Val d'Avance | 14,38            | 168 (2022)                        | 12                 | modifier les données · modifier les données |
| Saint-Apollinaire               | 05130      | CC de Serre-Ponçon           | 7,54             | 204 (2022)                        | 27                 | modifier les données · modifier les données |
| Le Sauze-du-Lac                 | 05163      | CC de Serre-Ponçon           | 8,49             | 158 (2022)                        | 19                 | modifier les données · modifier les données |
| Savines-le-Lac                  | 05164      | CC de Serre-Ponçon           | 25,13            | 1 109 (2022)                      | 44                 | modifier les données · modifier les données |
| Théus                           | 05171      | CC Serre-Ponçon Val d'Avance | 16,71            | 230 (2022)                        | 14                 | modifier les données · modifier les données |
| Canton de Chorges               | 0504       |                              | 349,56           | 11 258 (2022)                     | 32                 | modifier les données                        |

## Démographie

### Démographie avant 2015
| 1962  | 1968  | 1975  | 1982  | 1990  | 1999  | 2006  | 2011  | 2012  |
| ----- | ----- | ----- | ----- | ----- | ----- | ----- | ----- | ----- |
| 3 290 | 2 749 | 2 719 | 2 898 | 3 112 | 3 683 | 4 328 | 4 793 | 4 883 |

### Démographie depuis 2015
En 2022, le canton comptait 11 258 habitants, en évolution de +6,1 % par rapport à 2016 (Hautes-Alpes : +0,4 %, France hors Mayotte : +2,11 %).
| 2013   | 2018   | 2022   |
| ------ | ------ | ------ |
| 10 267 | 10 933 | 11 258 |